# 樋田慶子
樋田 慶子（ひだ けいこ、1934年〈昭和9年〉1月1日 - ）は、日本の女優。本名は同じ。東京都出身。旧芸名は緋多景子。
主にテレビドラマや舞台などで脇役として活躍している。

## 人物
- 特技は日舞・三味線。
- 湘南白百合学園高等学校卒業。
- 俳優の林与一は従弟にあたる。
- 祖母の千穂は新橋の料亭「田中家」の女将であり、伊藤博文の愛人であった。祖母は人脈を使って樋田を林房雄や高浜虚子にひきあわせ、岸信介元総理の愛人にしようとしたという。彼女が俳優を目指したのは祖母に対する反発によるものであると著書「つまらぬ男と結婚するより一流の男の妾におなり」で告白している。なお、著書名は祖母が生前に残した言葉である。

## 略歴
- 1952年 - 湘南白百合高校卒業。
- 1956年 - 俳優座養成所第5期生卒業。劇団新派に入団し、花柳章太郎に師事。
- 1966年 - フリーとなる。
- 2000年 - 自身の半生を綴った「つまらぬ男と結婚するより一流の男の妾におなり」を発表。

## 出演

### 映画
- 幕末（1970年）
- 凍河（1976年）
- 竹山ひとり旅（1977年）
- ダブルベッド（1983年）
- 聖女伝説（1985年）
- 蕨野行（2003年）

### テレビドラマ
- NHK大河ドラマ （NHK）
  - 竜馬がゆく（1968年）
  - 勝海舟（1974年） - さよ 役
  - 元禄太平記（1975年） - お波 役
  - 獅子の時代（1980年） - つね 役
  - 八代将軍 吉宗（1995年） - 岩藤 役
  - 葵 徳川三代（2000年） - 孝蔵主 役
- 三匹の侍 第6シリーズ 第16話「死にたい女」（1969年、CX） - おらく 役
- 半七捕物帳（1971年、NET）
- 女と味噌汁　その20　(1971年、TBS)
- 銀座わが町（1973年、NHK）
- 時間ですよ昭和元年（1974年、TBS）
- 破れ傘刀舟 悪人狩り （NET）
  - 第9話「遊女の挽歌」（1974年） - おつね 役
  - 第95話「ある少年の旅立ち」（1976年） - おうめ 役
- 寺内貫太郎一家2 （1975年  TBS）
- 悪魔のようなあいつ（1975年、TBS）
- ポーラテレビ小説 / 加奈子（1975年 - 1976年、TBS）
- 前略おふくろ様2（1976年 - 1977年、NTV） - 仲居・さき 役
- ムー（1977年、TBS） - お米 役
- 別れて生きる時も（1978年、TBS）
- ムー一族（1978年、TBS） - こまん姐さん 役
- 東芝日曜劇場 / 松本清張おんなシリーズ・指（1979年、TBS）
- なぜか初恋・南風（1980年、TBS）
- 山を走る女（1981年11月19日、NTV） - 妻
- 平岩弓枝ドラマシリーズ / 春の島の女（1981年、CX）
- 噂の刑事トミーとマツ 第2シリーズ 第27話「トミマツ卒倒! 出たァアメリカ仕込みの蛇女」（1982年） - おまき
- 月曜ドラマランド / あんみつ姫2（1983年、CX）
- 火曜サスペンス劇場　（NTV）
  - 「松本清張の霧の旗」（1983年） - 渡辺キク
  - 「浅見光彦ミステリー5 越後路殺人事件」（1989年）
  - 「顔斬り」（1990年）
  - 「小京都ミステリー7」（1992年） - 岡本民江
  - 「当番弁護士 (テレビドラマ)1」（1995年） - 伊吹芳子
- 土曜ワイド劇場　（ANB）
  - 「過去を消す女」（1984年）
  - 「家政婦は見た!」（1984年）
  - 「離婚・死体なき殺人」（1985年）
  - 「ヨロン島の謎」（1986年）
- イエスの方舟（1985年、TBS）
- NHK朝の連続テレビ小説 / はね駒（1986年、NHK） - 小川ヒサ
- 裸の大将放浪記　（KTV）
  - 第27話「清のくれた幸せの星砂」（1987年）
  - 第42話「清と老人と海と」（1990年）
- 時間ですよふたたび（1987年、TBS）
- 月曜・女のサスペンス/信玄伝説殺人事件　(1988年、TX)
- 晴のちカミナリ 第5話「春は名のみの」（1989年、NHK）
- 岡っ引どぶ（1991年） - つれ（嘉助の母） 役
- 珠玉の女（1992年、YTV）
- 新・三匹が斬る! 第22話「さらば三匹、死出の旅への王手飛車」（1993年、ANB） - 浪路
- 月曜ドラマスペシャル / 浅見光彦シリーズ7（1996年、TBS） - 山本芳枝の母
- 魚心あれば嫁心（1998年、TX）
- てっぺん（1999年、ANB）
- はみだし刑事情熱系
  - 第1シリーズ 第19話（1997年） - 秋本ノブ 役
  - 第4シリーズ 第7話「涙の広域大捜査網! 父として娘として…」（1999年、ANB）
- 女将になります!（2003年、NHK）
- 銀座まんまんなか!（2003年、TBS）
- 水曜ミステリー9 / 湯けむりドクター華岡万里子の温泉事件簿2（2006年、TX）
- 新春ワイド時代劇 忠臣蔵 瑤泉院の陰謀（2007年、TX）  - 桂昌院 役
- 山おんな壁おんな 第5話「夢のHカップ!!」（2007年、CX） - 梅子 役
- スペシャルドラマ / 松本清張 点と線（2007年、EX） - 安田家（鎌倉）の家政婦 役
- 土曜ワイド劇場 / 救急救命士・牧田さおり（2009年、EX） - 長谷川富子 役
- 撃てない警官（2016年） - 石津米子

### 舞台
- 藤十郎とお梶
- タンゴ冬の終りに
- 和宮様御留
- たぬき
- 真砂屋お峰
- 一の糸
- 紀ノ川
- タンゴ冬の終わりに
- 俊寛
- プラザースィート

### 著作
- つまらぬ男と結婚するより一流の男の妾におなり（2000年6月27日、草思社）